# Roasio
Roasio (piemontesisch Roaso) ist eine Gemeinde in der italienischen Provinz Vercelli (VC), Region Piemont.

## Lage und Einwohner
Roasio liegt knapp 40 km nördlich von Vercelli. Das Gemeindegebiet umfasst eine Fläche von 28 km² und hat 2228 Einwohner (Stand 31. Dezember 2023). Die Nachbargemeinden sind Brusnengo, Curino, Gattinara, Lozzolo, Rovasenda, Sostegno und Villa del Bosco.
In Roasio werden Reben für den Bramaterra, einen Rotwein mit DOC Status angebaut.